# Terebikko
Le terebikko (てれびっこ, Terebikko) est une console lancée par Bandai en 1988. Elle a la forme d’un jouet qui ressemble à un téléphone et possède quatre gros boutons principaux numérotés de 1 à 4 et d’une couleur différente (1 en rouge, 2 en vert, 3 en bleu et 4 en jaune). Cette console peut se brancher soit directement au magnétoscope soit à la télévision.

## Fonctionnement
Cette console a été créée pour être utilisée en même temps que le visionnage de l’anime Dragon Ball Z : Réunissez-vous ! Le Monde de Gokû. Pendant l’anime, chaque personnage va poser une question différente sur les aventures de Son Goku. Lorsque le personnage décroche le téléphone, l’enfant doit en faire de même et appuyer sur un des quatre boutons pour répondre correctement à la question.

## Jeux
- Anpanman OAV 1
- Anpanman OAV 2
- Super Mario World: Mario to Yoshi no Bōken Land
- Dragon Ball Z : Réunissez-vous ! Le Monde de Gokû
- Sailor Moon S: Kotaete Moon Call
- Q-Taro-Kanal